# Basoko
Basoko este un oraș în  provincia Haut-Congo, Republica Democrată Congo. În 2012 avea o populație de 52 099 de locuitori, iar în 2004 avea 44 112.